# Roger Leloup
Roger Leloup   (Verviers, 17 de novembre de 1933) és un dibuixant i guionista de còmics belga. És conegut com a dibuixant i guionista de la sèrie Yoko Tsuno.

## Biografia
Roger Leloup neix el 17 novembre del 1933 a Verviers (Bèlgica). Va cursar estudis de belles arts a l'Institut Saint-Luc de Lieja.

El 1950, quan va començar a treballar, va esdevenir el primer ajudant que va tenir l'historietista Jacques Martin. La feina, la va aconseguir perquè aquest anava a comprar brillantina a la perruqueria de la família de Roger Leloup. En un primer moment, estava previst que la feina només fos per a un estiu, però es va allargar durant dinou anys, fins al 1969. Per a Jacques Martin, va fer, entre altres treballs, els còmics de la col·lecció Veure i saber per a la revista Tintin; també va fer els decorats de la sèrie Lefranc, els àlbums d'Alix; va fer decorats a partir del titular La Griffe noire. Va treballar-hi després de fer la primera vinyeta de Iorix le grand.
Com a component dels estudis Hergé, va treballar sobretot en dibuixos tècnics; va dibuixar avions, cotxes fins i tot la cadira del capità Haddock en Les joies de la Castafiore. També va participar en alguns decorats com l'estació de tren de Ginebra, però el seu disseny més recordat és el de l'avió Carreidas 160 en l'àlbum Vol 714 a Sidney (1968) de Les aventures de Tintín.
Roger Leloup va deixar de treballar als estudis Hergé per poder fer una cosa diferent i poder ser més independent en la seva feina. Per tal de fer realitat aquest canvi, se'n va anar a treballar a l'editorial Dupuis, que publica la revista de còmics Spirou. Aquesta és una de les poques revistes de la bande dessinée que es publicaven als anys setanta, les altres n'eren Tintín de l'editorial Le Lombard, o Pilote, editada per Dargaud.
Es va plantejar d'anar a treballar a l'editorial Lombard, però ho va descartar perquè fer una historieta per a la revista Tintin era tornar a treballar a les ordres d'Hergé i això implicava no acabar de desvincular-se'n. Finalment, Leloup es va decantar per Dupuis, en què va començar treballant per al dibuixant Pierre Culliford, "Peyo", amb els seus personatges dels barrufets. Tot seguit va treballar amb els personatges Jacky i Celestin.

## Tècnica
Roger Leloup té un estil de dibuix precís i agradable. Malgrat la semblança amb la línia clara, el seu dibuix no ho és, i té un estil propi, amb influències de qualitat i precisió adquirides en les seves col·laboracions amb Jacques Martin i Hergé. Una de les diferències del dibuix de Leloup són els efectes d'ombra i llum, els quals no tenen una línia clara.
Per crear les pàgines de còmics, les dibuixa en un format de 40 x 30 cm. Primer fa els esbossos de 4 o 5 pàgines i tot seguit ho passa a tinta amb ploma anglesa.

## Obra i personatges
- Yoko Tsuno: dibuixant i guionista de la sèrie. Roger Leloup va proposar un personatge nou anomenat Yoko Tsuno per reemplaçar alguns dels personatges de Peyo; després d'aquesta etapa, i ja al desembre de 1968, va crear els primers esbossos del seu personatge més emblemàtic, Yoko Tsuno.[1]